# Pseudodaphnella nexa
Pseudodaphnella nexa é uma espécie de gastrópode do gênero Pseudodaphnella, pertencente a família Raphitomidae.